# International Union of Pure and Applied Physics
International Union of Pure and Applied Physics (IUPAP) er en international ikke-statslig forening, hvis mission er at assistere i den verdensomspændende udvikling af fysik, at skabe internationalt samarbejde inden for fysik, og at sørge for at fysik bliver anvendt til at løse menneskehedens udfordringer.
IUPAPs aktiviteter inkluderer internationale møder, publikation, promovering af forskning og uddannelse, støtte fysikeres frie bevægelighed, promovere internationale standarder, og tværfagligt samarbejde med andre organisationar.
Foreningen blev grundlagt i 1922, og den første generalforsamling blev holdt i 1923 i Paris.
IUPAP er medlem af International Council for Science (ICSU).